# 줄리언 제인스
줄리언 제인스(Julian Jaynes, 1920년 2월 27일 - 1997년 11월 21일)는 그의 저서 《양원제 마음의 해체와 의식의 기원》(1976)으로 가장 잘 알려진 미국의 심리학자다. 이 책에서, 고대인들은 의식에 접근할 수가 없었고 (내향적 마음의 공간이 없었고) 그 대신 그들의 행동은 그들의 우두머리나 왕이나 신 등의 목소리라고 여기는 환청에 의해서 수행되었다고 그는 주장했다. (그가 양원제 마음이라고 이름지은) 이같은 마음의 양상에서 (내면적 정신 상태의 자가 진단으로 구성되는) 의식으로의 전환이 대략 3천년전의 몇세기 동안에 일이났으며 이것은 은유적 언어의 발달과 문자의 출현에 기인한다고 제인은 주장했다.

## 생애
제인스는 하버드 대학에 다닌 적도 있으며 맥길 대학교에서 학사 학위, 예일 대학에서 석사와 박사 학위를 받았다. 예일 대학 이후 제인스는 영국에서 배우 겸 극작가로 일하다가 미국으로 돌아와 1966년부터 1990년까지 프린스턴 대학에서 심리학을 강의했다. 대부분 의식에 관한 인기있는 강의였다. 그는 각종 회의의 초빙 강사로서 그리고 수많은 대학의 외래 강사로서 자주 초청되었다. 1984년에는 오스트리아에서 열린 비트겐슈타인 심포지움에 초청되어 총회에서 강연했다. 그는 1985년에는 6회의 중요한 강좌, 1986년에는 9회의 강좌를 가졌다. 그는 1979년에 로드 아일랜드 칼리지에서, 1985년에는 엘리자벳타운 칼리지에서 각각 명예박사 학위를 받았다.

### 비평
의식과 양원제 마음에 관한 제인스의 이론은 논쟁의 여지가 매우 많음이 드러났다. 일찍이 네드 블록은 제인스가 의식의 출현과 의식이라는 개념의 출현을 혼동하였다고 비평하였다. 다시 말해서, 인간은 내내 의식이 있었지만, 의식이라는 개념이 없었으므로 그것을 글로 나타내지 않았다는 것이다. 대니얼 데닛은 돈, 야구, 의식 같은 것은 우리가 그것에 대한 개념을 갖지 않고서는 그것을 가질 수 없다고 반박했다.

## 참고 문헌
1. ↑  Kuijsten, Marcel (2007). Reflections on the Dawn of Consciousness: Julian Jaynes's Bicameral Mind Theory Revisited. Julian Jaynes Society. pgs. 13–68. ISBN 0-9790744-0-1.
2. ↑  Dennett, Daniel (1986). "Julian Jaynes's Software Archeology". Canadian Psychology 27 (2).